# Liste von Jazzfestivals in den Vereinigten Staaten
In der Liste von Jazzfestivals in den Vereinigten Staaten sind Musikfestivals in den Vereinigten Staaten mit einem Jazzschwerpunkt aufgenommen. Zunächst folgt eine sortierbare Liste der aktuell (2013) stattfindenden Jazzfestivals. Dann eine nach Alphabet geordnete Liste.

## Sortierbare Liste
In die sortierbare Liste sind Jazzfestivals in den Vereinigten Staaten aufgenommen, die bis dato regelmäßig stattfinden. Nicht in die Liste aufgenommen sind ehemalige Jazzfestivals und lokale Veranstaltungen.
| Festival                                   | seit | Bundesstaat   | Ort                                   | Monat            | Nachweis |
| ------------------------------------------ | ---- | ------------- | ------------------------------------- | ---------------- | -------- |
| Lionel Hampton Jazz Festival               | 1967 | Idaho         | Moscow                                | Februar          |          |
| Denton Arts and Jazz Festival              | 1989 | Texas         | Denton                                | April            |          |
| New Orleans Jazz & Heritage Festival       | 1970 | Louisiana     | New Orleans                           | April/Mai        |          |
| Jacksonville Jazz Festival                 | 1979 | Florida       | Jacksonville                          | Mai              |          |
| Blue Note Jazz Festival                    | 2011 | New York      | New York City                         | Juni             |          |
| Hampton Jazz Festival                      | 1989 | Virginia      | Hampton                               | Juni             |          |
| Rochester International Jazz Festival      | 2002 | New York      | Rochester                             | Juni             |          |
| Twin Cities Hot Summer Jazz Festival       | 1999 | Minnesota     | Metropolregion Minneapolis-Saint Paul | Juni             |          |
| Philly JazzFest                            | 1989 | Pennsylvania  | Pittsburgh                            | Juni             |          |
| Playboy Jazz Festival                      | 1959 | Kalifornien   | Los Angeles                           | Juni             |          |
| Vision Festival                            | 1994 | New York      | New York City                         | Juni             |          |
| Berkeley Jazz Festival                     | 1967 | Kalifornien   | University of California, Berkeley    | Juli             |          |
| Bix 7 Road Race and Memorial Jazz Festival | 1975 | Iowa          | Davenport                             | Juli             |          |
| Central Avenue Jazz Festival               | 1996 | Kalifornien   | Los Angeles                           | Juli             |          |
| Sioux Falls Jazz and Blues Festival        | 1988 | South Dakota  | Sioux Falls                           | Juli             |          |
| W. C. Handy Music Festival                 | 1982 | Alabama       | Florence                              | Juli             |          |
| Charlie Parker Festival                    | 2003 | New York      | New York City                         | August           |          |
| Concord Jazz Festival                      | 1969 | Kalifornien   | Concord                               | August           |          |
| Litchfield Jazz Festival                   | 1996 | Connecticut   | Litchfield Hills                      | August           |          |
| Jazz on the Square                         | 2008 | Illinois      | Woodstock                             | August           |          |
| Newport Jazz Festival                      | 1954 | Rhode Island  | Newport                               | August           |          |
| Provincetown Jazz Festival                 | 2005 | Massachusetts | Provincetown                          | August           |          |
| Celebration of the Arts Festival           | 1979 | Pennsylvania  | Delaware Water Gap                    | September        |          |
| Chicago Jazz Festival                      | 1978 | Illinois      | Chicago                               | September        |          |
| Detroit International Jazz Festival        | 2000 | Michigan      | Detroit                               | September        |          |
| Indy Jazz Fest                             | 1989 | Indiana       | Indianapolis                          | September        |          |
| Taste of 4th Avenue Jazz Festival          | 2003 | Alabama       | Birmingham                            | September        |          |
| Miami Nice Jazz Festival                   | 1986 | Florida       | Miami                                 | Oktober          |          |
| Monterey Jazz Festival                     | 1958 | Kalifornien   | Monterey                              | Oktober          |          |
| Earshot Jazz Festival                      | 1986 | Washington    | Seattle                               | Oktober/November |          |
| San Francisco Jazz Festival                | 1983 | Kalifornien   | San Francisco                         | Oktober/November |          |

## Alphabetische Liste

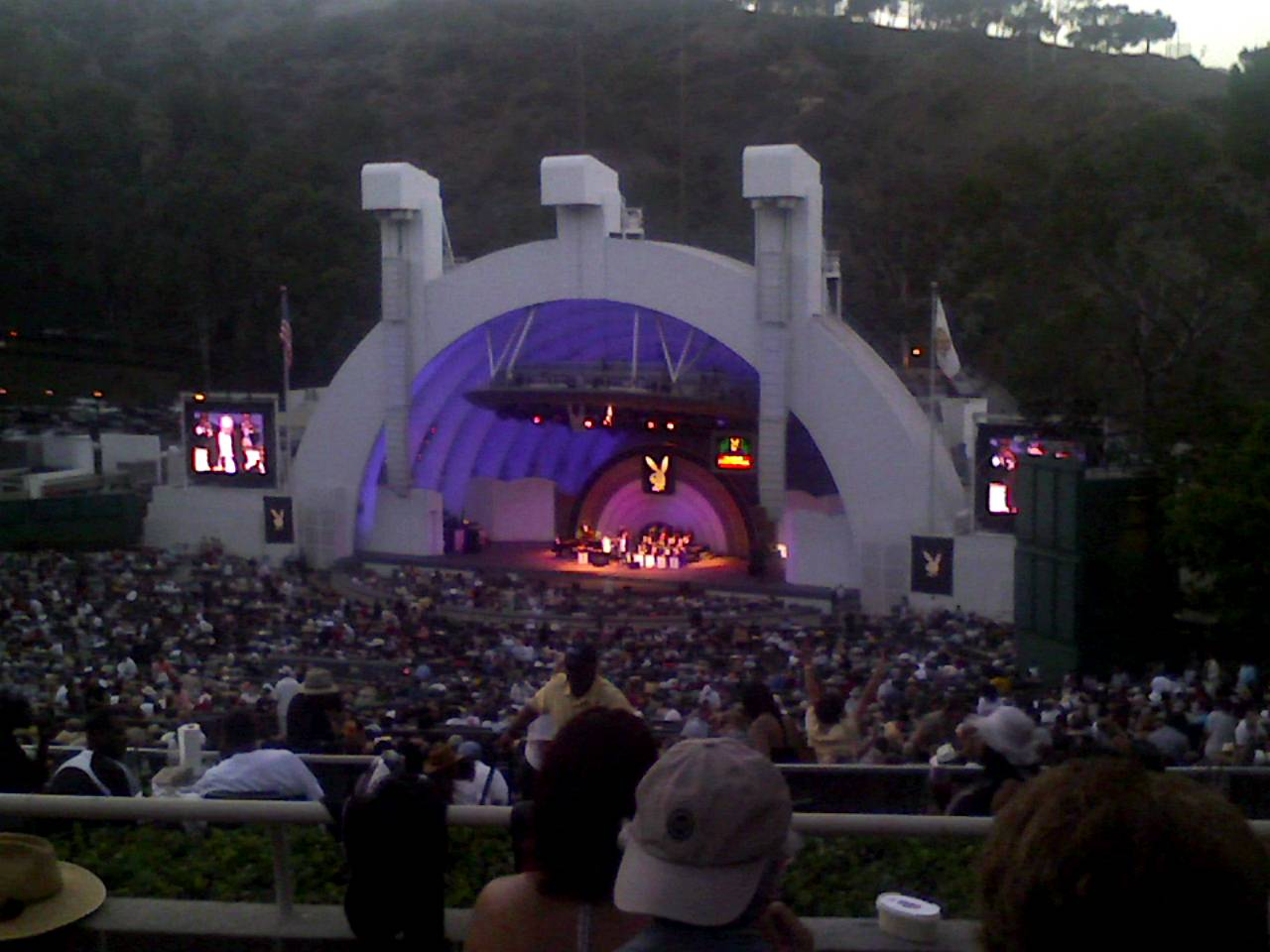
Playboy Jazz Festival 2007

Dies ist eine nach Alphabet geordnete Liste von Jazzfestivals in den Vereinigten Staaten, die auch ältere und kleinere Festivals enthält:

### A
- Ann Arbor Blues and Jazz Festival

### B
- Bayou Boogaloo
- Berkeley Jazz Festival
- Bix 7 Road Race and Memorial Jazz Festival
- Blue Note Jazz Festival

### C
- Calvin Jones BIG BAND Jazz Festival
- Celebration of the Arts Festival
- Central Avenue Jazz Festival
- Central Brooklyn Jazz Consortium
- Charlie Parker Festival
- Chicago Jazz Festival
- Clifford Brown Jazz Festival
- Colorado Jazz Party
- Concord Jazz Festival
- Cotati Jazz Festival

### D
- Denton Arts and Jazz Festival
- Detroit International Jazz Festival
- Disney Jazz Celebration

### E
- Earshot Jazz Festival
- Essentially Ellington High School Jazz Band Competition and Festival

### F
- Festival del Sole
- Festival of New Trumpet Music

### H
- Hampton Jazz Festival
- Highland Jazz & Blues Festival

### I
- Indy Jazz Fest
- Intersections (arts Festival)

### J
- Jacksonville Jazz Festival
- Jazz at the Philharmonic
- Jazz in June
- Jazz on the Square
- JazzReggae Festival @ UCLA
- JVC Jazz Festival

### K
- Knitting Factory Festival; die Knitting Factory organisierte verschiedene Festivals in New York und auch in Europa

### L
- Lakeside Jazz Festival
- Lansing JazzFest
- Lionel Hampton Jazz Festival
- Litchfield Jazz Camp
- Litchfield Jazz Festival

### M
- Mellon Jazz Festival
- Miami Nice Jazz Festival
- Minnesota sur Seine
- Monterey Jazz Festival
- Mt. Hood Jazz Festival

### N
- New Orleans Jazz & Heritage Festival
- Newport Jazz Festival
- Notre Dame Collegiate Jazz Festival

### O
- Omaha Blues, Jazz, & Gospel Festival

### P
- Panasonic Jazz Festival
- Park City Jazz Festival
- Peco Energy Jazz Festival
- Peninsula Banjo Band
- Playboy Jazz Festival
- Provincetown Jazz Festival

### R
- Red Bank Jazz & Blues Festival
- River Rhythms (Wisconsin)
- Rochester International Jazz Festival

### S
- Sacramento Jazz Jubilee
- San Francisco Jazz Festival
- San Jose Jazz Festival
- Schaefer Music Festival
- Sioux Falls Jazz and Blues Festival
- Sitka Jazz Festival

### T
- Tanglewood Jazz Festival
- Taste of 4th Avenue Jazz Festival
- Telluride Jazz Celebration
- Twin Cities Hot Summer Jazz Festival

### U
- UCF Orlando Jazz Festival

### V
- Vision Festival

### W
- W. C. Handy Jazz Camp
- W. C. Handy Music Festival
- Warwick Valley Jazz Festival
- Woodstock Jazz Festival

### Y
- Yosemite International Jazz Festival